# Gary Goldman (producteur)
Pour les articles homonymes, voir Gary Goldman et Goldman.
Ne doit pas être confondu avec l'acteur Gary Oldman
Gary Goldman est un producteur, réalisateur, scénariste et acteur américain né le 17 novembre 1944 à Oakland, Californie (États-Unis).
Il est le collaborateur de Don Bluth. Ils se sont rencontrés dans les années 1970 dans les studios Disney.

## Biographie
Gary Goldman commence sa carrière chez Disney en 1972 en tant qu’intervalliste sur Robin des Bois. Il devient collaborateur de Don Bluth et travaille en tant qu'animateur des personnages sur Winnie l'ourson et le Tigre fou, Les Aventures de Bernard et Bianca et Peter et Eliott le dragon avant de devenir directeur de l'animation sur Le Petit Âne de Bethléem.
Parallèlement, Gary Goldman produit et réalise en compagnie de Don Bluth et John Pomeroy le moyen-métrage Banjo, le chat chanceux (1979) qui reçoit de nombreux prix dont le Prix d'excellence du National Advisory Board.
En septembre 1979, les trois hommes démissionnent les studios Disney et fondent leur propre studio d'animation Don Bluth Productions et réalisèrent Brisby et le secret de NIMH qui sort sur les écrans en 1982. Il rencontre Steven Spielberg par l’intermédiaire de Jerry Goldsmith, le compositeur du film. Fievel et le Nouveau Monde, sa première collaboration avec Steven Spielberg est mis en chantier en décembre 1984 et sort en novembre 1986 et devient un succès critique et public.

## Filmographie

### Comme producteur
- 1982 : Banjo the Woodpile Cat (TV)
- 1982 : Brisby et le secret de NIMH (The Secret of NIMH)
- 1986 : Fievel et le Nouveau Monde (An American Tail)
- 1988 : Le Petit Dinosaure et la vallée des merveilles (The Land Before Time)
- 1989 : Charlie (All Dogs Go to Heaven)
- 1991 : Rock-O-Rico (Rock-A-Doodle)
- 1994 : Poucelina
- 1994 : Le Lutin magique ou Un lutin à Central Park (A Troll in Central Park)
- 1995 : Youbi, le petit pingouin (The Pebble and the Penguin)
- 1997 : Anastasia
- 1999 : Bartok le magnifique (Bartok the Magnificent) (vidéo)
- 2000 : Titan A.E.

### Comme réalisateur
- 1989 : Charlie (All Dogs Go to Heaven)
- 1994 : Poucelina (Thumbelina)
- 1994 : Le Lutin magique ou Un lutin à Central Park (A Troll in Central Park)
- 1995 : Youbi, le petit pingouin (The Pebble and the Penguin)
- 1997 : Anastasia
- 1999 : Bartok le magnifique (Bartok the Magnificent) (vidéo)

### Comme scénariste
- 1982 : Brisby et le secret de NIMH (The Secret of NIMH)
- 1986 : Fievel et le Nouveau Monde (An American Tail)

### Comme animateur
- 1974 : Winnie l'ourson et le Tigre fou (Winnie the pooh and Tigger too), moyen métrage
- 1977 : Les Aventures de Bernard et Bianca (The Rescuers), animation des personnages de Bernard et Bianca
- 1977 : Peter et Elliott le dragon (Pete's Dragon), animation du personnage d'Eliott
- 1977 : Les Aventures de Winnie l'ourson (The Many Adventures of Winnie the pooh)
- 1978 : Le Petit Âne de Bethléem (The Small One), moyen métrage, supervision de l'animation
- 1981 : Rox et Rouky (The Fox and the Hound)